# Bastida (vilanova)
Una bastida (nom que deriva de l'occità bastida) és el nom que serveix per anomenar de dos-cents cinquanta a tres-cents pobles o viles fundats de bell nou (vilanoves) a l'oest d'Occitània, entre l'any 1229 (el Tractat de París és de 1229) i l'any 1373. Tenen unes característiques urbanístiques i arquitectòniques pròpies.

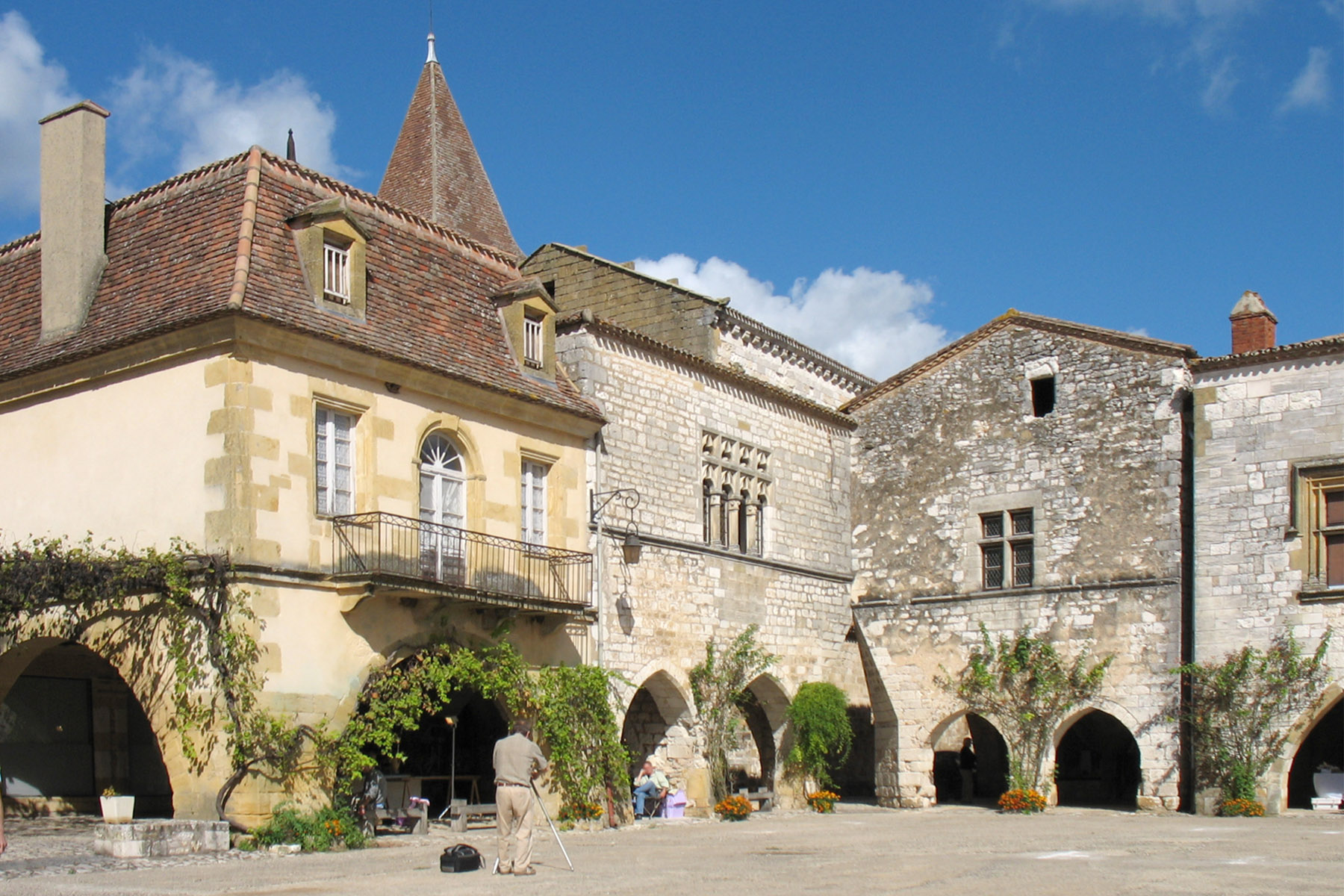
Bastida de Montpasier, a la Dordonya. Els porxos o coberts de la plaça del mercat, amb edificis refets en diverses èpoques

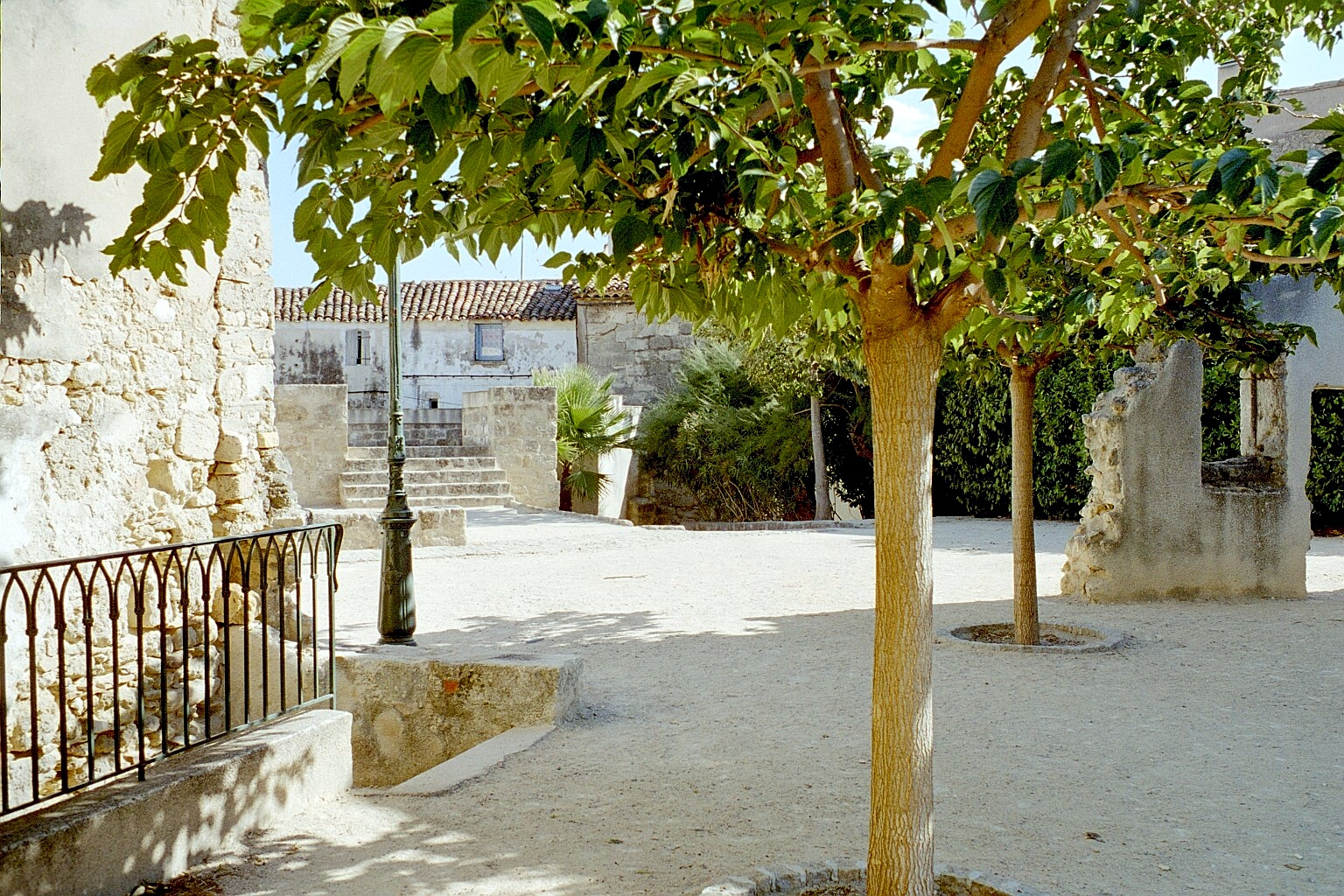
Plaça situada al cim d'una bastida, Departament d'Òlt

## Definicions d'una bastida
La paraula bastida, als textos medievals, podia tenir diversos significats, segons els períodes. Fou d'ençà de l'any 1229, que aquest terme va prendre el significat de vilanova ("bastida sive populatio").
Inicialment es va considerar que les principals característiques de les bastides occitanes eren que:
- la bastida era una població
- hi hagué una fundació
- i hi hagué uns textos fundacionals.

Els estudis fets darrerament ens duen a pensar que les bastides no foren molt sovint fundacions creades de bell nou. Moltes vegades:
- hi hagué l'absorció d'un antic poble
- se situaren en un lloc molt conegut
- de vegades triaren una cruïlla on hi havia ja un comerç important en alguns moments de l'any.

La bastida de fet era una urbanització, la mida de la qual era establerta pel que la concebia i també depenia de la posició que havia d'ocupar en la xarxa urbana general. Les bastides foren l'expressió d'una voluntat medieval de planificació del territori.
Sovint veiem les bastides com a poblets amb uns carrers organitzats ortogonalment, com si fos un tauler d'escacs. Tenien molts cops una plaça central, una llotja i uns porxos. A més, de vegades, van néixer arran de l'associació (pariatge) entre dos poders i van gaudir d'uns costums i d'unes franqueses i llibertats. Cal tenir present, amb tot, que aquesta imatge una mica mítica, de vegades simplifica molt un fenomen històric molt més complex i que va viure una evolució.
De fet, per fundar una bastida calia que hi hagués dues condicions sovint indispensables: que el senyor tingués una base material immoble suficient i que posseís una autoritat suficient. Per aquest motiu, sovint es va recórrer als contractes de pariatge, en què s'associava el senyor de la terra (sovint un senyor eclesiàstic) i el senyor que tenia l'autoritat pública. Els costums i les llibertats establien les condicions de la vida social. L'urbanisme d'aquestes viles i pobles es caracteritzà per l'adopció de plans ortogonals, que pogueren variar segons el moment i la situació topogràfica, com a resultat d'una intervenció voluntària. Molt sovint, la bastida s'organitzava al voltant de la plaça del mercat.